# Eurygnathomyia bicolor
Eurygnathomyia bicolor is een vliegensoort uit de familie van de Pallopteridae. De wetenschappelijke naam van de soort is voor het eerst geldig gepubliceerd in 1837 door Johan Wilhelm Zetterstedt.